# Годавари
Годавари (енгл. Godavari) је река која протиче кроз Индију. Дуга је 1465 km. Извор реке је у Тримбакешвару, Нашик, Махараштра. Река тече на исток у дужини од 1.465 km (910 mi), дренирајући државе Махараштра (48,6%), Телангана (18,8%), Андра Прадеш (4,5%), Чатисгар (10,9%) и Одиша (5,7%). Река се улива у Бенгалски залив кроз широку мрежу притока. Са површином до 312.812 km2 (120.777 sq mi), то чини један од највећих речних сливова на Индијском потконтиненту, са само рекама Ганг и Инд који имају већи слив. Што се тиче дужине, подручја слива и протока, Годавари је највећа река на полуострву Индије, и била је назвна Дакшина Ганга (Ганг на југу).
Река је била поштована у хиндуистичким списима много миленијума, и наставља се са чувањем и неговањем богатог културног наслеђа. У последњих неколико деценија, река је била преграђена са неколико баража и брана, које задржавају висину воде (дубину) чиме се смањује испаравање. Њена широка речна делта има 729 особа/km2 – скоро двоструко више од просечне густине насељености Индије и има значајан ризик од поплава, које би у нижим деловима биле погоршане ако би глобални ниво мора био у порасту.

## Курс
Годавари потиче из Западних Гата централне Индије у близини Нашика у Махараштри, 80 km (50 mi) од Арабијског мора. Ова река тече дужином од 1.465 km (910 mi), прво на исток преко висоравни Декан, а затим скреће на југоисток, улазећи у округ Западни Годавари и округ Источни Годавари у Андра Прадешу, све док се не подели на два тока који се шире у велику делту реке у Даулсварам баражу у Рајахмундри, а затим се улива у Бенгалски залив.
Река Годавари обухвата површину од 312.812 km2 (120.777 sq mi), што је скоро једна десетина површине Индије и еквивалентно је површини Уједињеног Краљевства и Републике Ирске заједно. Речни слив се дели на 3 дела:
- Горњи (извор до састајања са реком Манџира),
- Средњи (између ушћа Манџире и Пранита) и
- Доњи (место спајања са Пранитом у ушћа).

Они заједно чине 24,2% укупне површине слива. Просечан годишњи доток воде реке износи скоро 110 милијарди кубних метара. Скоро 50% расположиве воде се користи. Расподелу воде из реке међу приобалним државама регулише Годаварски трибунал за спорове о води. Река има највеће поплавне токове у Индији и доживела је забележену поплаву од 3,6 милиона кјусека 1986. године, а годишња поплава од 1,0 милиона кјусека је нормална.

### Унутар Махараштре
У држави Махараштра одакле извире, река има широк ток, чији горњи слив (од извора до спајања са Манџиром) лежи у потпуности унутар те државе, кумулативно дренирајући површину од чак 152.199 km2 (58.764 sq mi) – око половине површине Махараштре. Унутар округа Нашик, река поприма североисточни ток све док се не улије у резервоар Гангапур настао изградњом истоимене бране. Резервоар заједно са Кашипи браном обезбеђује питку воду Нашику, једном од највећих градова који се налазе на његовим обалама. Река излази кроз брану, неких 8 km (5,0 mi) узводно од Нашика, тече по стеновитом кориту заталасаном низом понора и стеновитих избочина, што доводи до формирања два значајна водопада – Гангапур и Сомешвар водопади. Овај други, који се налази у Сомешвару, популарније је познат као водопад Дудсагар. Око 10 km (6,2 mi) источно од Гангапура река пролази кроз град Нашик где сакупља своје ефлуенте у облику реке Насарди на својој десној обали.
Око 0,5 km (0,31 mi) јужно од Нашика, река нагло савија ка истоку, испирајући подножје високе литице на којој се раније налазила могулска тврђава, али која је сада еродирана услед поплава. Око 25 km (16 mi) испод Нашика налази се ушће Годаварија и једне од њених притока, Дарне. Тај ток заузима током девет месеци у години мали простор у широком и шљунковитом кориту, а сивкасте обале су високе 4 до 6 m (13 до 20 стопа), прекривене дубоким слојем црне земље. Неколико километара након сусрета са Дарном, Годавари скреће на североисток, пре него што се Банганга, са северозапада, састане са њом на левој страни. Курс главног тока тада напредује ка југу. У Нандур-Мадмешвару, Кадва, друга велика притока, доноси знатно повећање количине воде Годаварија. Река почиње свој југоисточни ток карактеристичан за реке Деканске висоравни. Река излази из Нифад талука у Нашику и улази у Копаргаон талук, Ахмеднагарски дистрикт. Унутар округа Ахмеднагар река брзо завршава свој кратки ток, протичући уз град Копаргаон и стиже до Пунтамба. Река служи као природна граница између следећих округа:
- Ахмеднагар и Аурангабад: Овде дуж границе, прима своју прву велику притоку, реку Правара, која дренира потоњи округ. Ушће се налази у Праварасангаму. Због потпритоке Праваре – реке Мандохол, која потиче из округа Пуне – слив задире у округ Пуне. Река је у Пајтану заробљена браном Џајаквади која формира резервоар Натсагар. Калсубај који се налази у басену Годаварија, највиши је врх Махараштре.
- Бид и Џална
- Бид и Парбани: Овде се налази њено спајање са Синдфаном, важном притоком[17] која дренира веома велико подручје унутар Бида. Потпритока река Биндусара формира оријентир у граду Биду.

### Унутар Андра Прадеша
Унутар државе Андра Прадеш, река протиче кроз брдовити терен Источних Гата познатих као брда Папи, што објашњава сужавање њеног корита док тече кроз клисуру у дужини од неколико километара, да би се поново проширила код Полаварама. Најдубљи ниво корита реке Годавари, који се налази 36 km узводно од бране Полаварам, налази се на 45 метара испод нивоа мора. Пре него што пређе брда Папи, река прима своју последњу велику притоку, реку Сабари на својој левој обали. Река по доласку у равницу почиње да се шири све док не стигне до Раџахмундрија. Арма Конда (1.680 m (5.510 ft)) је највиши врх у сливу реке Годавари, као и у Источним Гатима.
Довлесварам Бараж је изграђен преко реке у Раџахмундрију. У Раџахмундрију, Годавари се дели на две велике гране које се зову Гатами (Гатами Годавари) и Васишта Годавари и пет мањих грана. Слично, Васишта се дели на две гране по имену Васишта и Вајнатеја. Ова четири огранка који се спајају са Бенгалским заливом на различитим местима, чине делту дужине 170 km (110 mi) дуж обале Бенгалског залива, која се назива регион Конасима. Ова делта заједно са делтом реке Кришна назива се житницом пиринча Јужне Индије.

### Унутар Пудучерија
Гаутами, који је највећи огранак у целини, пролази дуж Јанама територије Уније Пудучери и улива се у море на Појнт Годаверију. Заправо, Јанам је са југа омеђен огранком Гаутама, а река Коринга извире из Јанама и улива се у море у близини села Коринга у Андра Прадешу.